# Harry S. Houpt Manufacturing Company
Harry S. Houpt Manufacturing Company war ein US-amerikanischer Hersteller von Automobilen.

## Unternehmensgeschichte
Harry S. Houpt gründete das nach ihm benannte Unternehmen im August 1909 in New York City. Das Werk befand sich allerdings in New Britain in Connecticut. Er begann mit der Produktion von Automobilen. Der Markenname lautete Houpt, ab 1910 inoffiziell auch Houpt-Rockwell.
Im April 1910 folgte die Übernahme durch die New Departure Manufacturing Company. Dieses Unternehmen fertigte während des Jahres 1910 weitgehend identische Fahrzeuge mit dem Markennamen Houpt-Rockwell.

## Fahrzeuge
Im Angebot standen zwei Modelle. Der Four hatte einen Vierzylindermotor mit 139,7 mm Bohrung, 152,4 mm Hub, 9344 cm³ Hubraum und 60 PS Leistung. Das Fahrgestell hatte 323 cm Radstand. Die Aufbauten waren Tourenwagen, Toy Tonneau, Runabout, Limousine und Landaulet.
Der Six hatte einen Sechszylindermotor mit den gleichen Zylinderabmessungen. Er leistete 90 PS aus 14.015 cm Hubraum. Der Radstand betrug 356 cm. Das Karosserieangebot entsprach dem kleineren Modell.

## Modellübersicht
| Jahr | Modell | Zylinder | Leistung (PS) | Radstand (cm) | Aufbau                                                   |
| ---- | ------ | -------- | ------------- | ------------- | -------------------------------------------------------- |
| 1909 | Four   | 4        | 60            | 323           | Tourenwagen, Toy Tonneau, Runabout, Limousine, Landaulet |
| 1909 | Six    | 6        | 90            | 356           | Tourenwagen, Toy Tonneau, Runabout, Limousine, Landaulet |